# اکوئیلنین
اکوئیلنین (انگلیسی: Equilenin) یک استروژن استروئیدی طبیعی است که از ادرار مادیان‌های باردار به دست می‌آید. این دارو به عنوان یکی از اجزای استروژن‌های مزدوج استفاده می‌شود (نام تجاری Premarin)